# Sigurd Fröhner

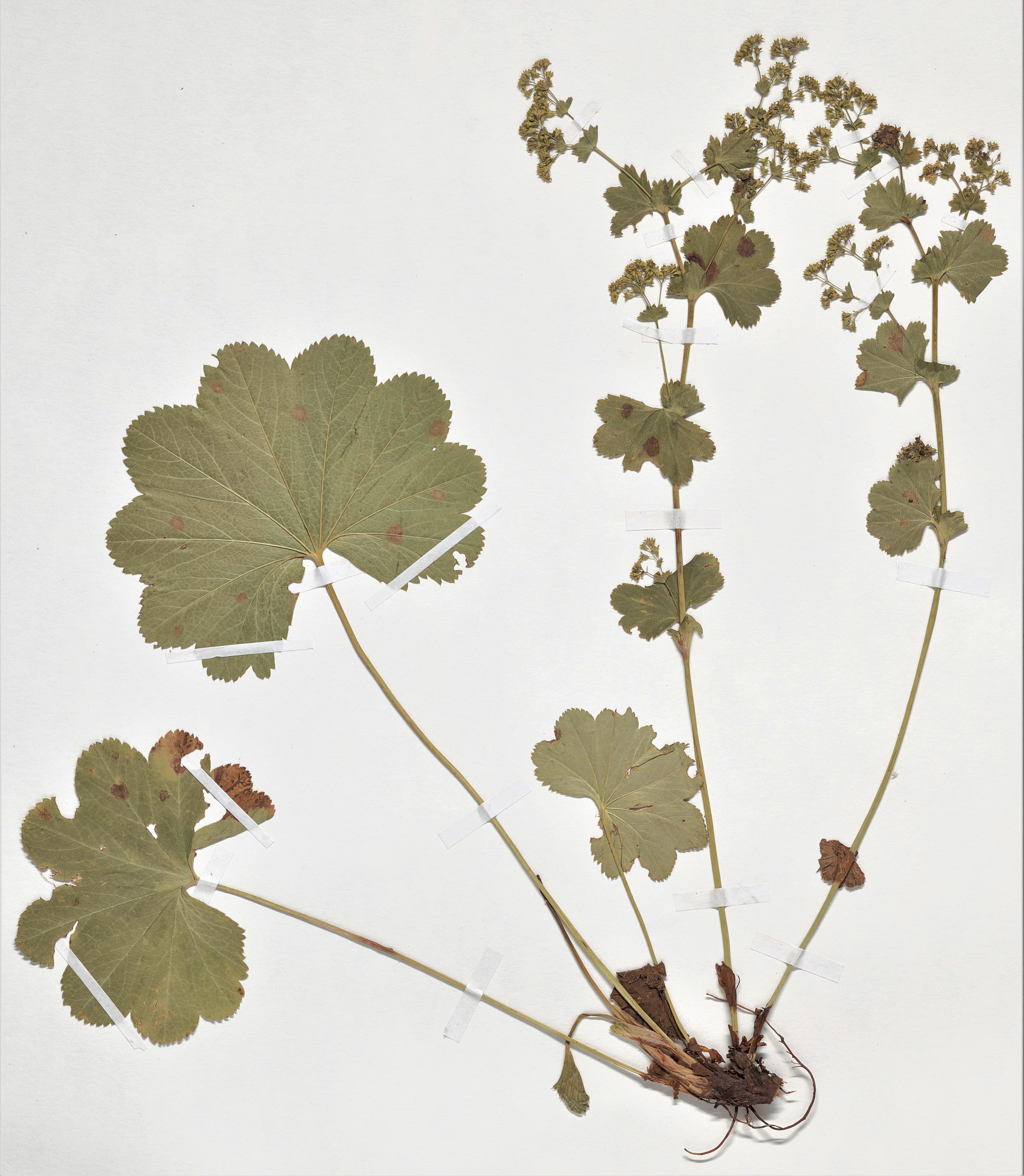
Przywrotnik Alchemilla coriacea Buser

Sigurd Fröhner (ur. 24 września 1941 w Norymberdze) – niemiecki duchowny luterański i botanik.

## Elementy biografii
W latach 1960–1965 studiował teologię na Uniwersytecie w Lipsku. Od 1967 był proboszczem w Dreźnie, potem pracował w administracji kościelnej, a w latach 1973–1999 był proboszczem w Nossen. W roku 2021 nadano mu godność członka honorowego Grupy Roboczej Botaników Saskich (niem. Arbeitsgemeinschaft sächsischer Botaniker).

## Osiągnięcia naukowe

### Znaczenie w historii nauki
Fröhner specjalizuje się przede wszystkim w badaniach nad przywrotnikami. W obrębie tego rodzaju zanikło rozmnażanie płciowe, a pojawiła się apomiksja, w związku z czym rodzaj składa się z bardzo dużej liczby mikrogatunków. Fröhner samodzielnie opisał kilka sekcji oraz ponad 100 nowych gatunków przywrotników, a ponadto opracował rodzaj Alchemilla dla Flora Iranica, Flory Hegiego i Flora iberica. 

### Wybrane publikacje
- Alchemilla [w:] Flora Iranica (1969)[6]
- Zur infragenerischen Gliederung der Gattung Alchemilla L. in Eurasien (1986)[4]
- Alchemilla [w:] Illustrierte Flora von Mitteleuropa (1995)[7]
- Alchemilla [w:] Flora iberica (1998)[8]
- New additions of the genus Alchemilla L. for the Flora Iranica (Fröhner & Faghir, 2021)[9]

## Upamiętnienie
Na jego cześć nazwano gatunek pszonaka Erysimum froehneri Polatschek.